# Hubert Steinke
Hubert Steinke (* 22. September 1966 in Niederbipp) ist ein Schweizer Medizinhistoriker.

## Leben
Steinke studierte von 1985 bis 1991 Medizin und von 1991 bis 1998 Kunstgeschichte, Geschichte und Philosophie, beides an der Universität Bern. 1995 wurde er zum Dr. med. promoviert, 1998 erlangte er das Lizenziat in Kunstgeschichte. Von 1999 bis 2002 absolvierte er ein Nachdiplomstudium an der Faculty of Modern History der Universität Oxford, wo er 2003 zum Ph.D. promoviert wurde. Nach Tätigkeiten als Wissenschaftlicher Mitarbeiter arbeitete er von 2008 bis 2011 als Oberassistent am Institut für Medizingeschichte der Universität Bern. 2009 wurde er in Bern habilitiert und 2011 zum ordentlichen Professor für Medizingeschichte und Direktor des Instituts für Medizingeschichte berufen.
Steinke ist Mitherausgeber von Gesnerus.

## Schriften (Auswahl)

### Als Autor
- Irritating experiments. Haller’s concept and the european controversy on irritability and sensibility, 1750–90. Rodopi, Amsterdam 2005 (überarbeitete Dissertation, Universität Oxford, 2003).
- Hines Mabika, Hubert Steinke, Tizian Zumthurm: Schweitzers Lambarene. Ein globales Spital im kolonialen Afrika. Wallstein, Göttingen 2024, ISBN 978-3-8353-5672-6 (PDF).

### Als Herausgeber
- Der nützliche Brief. Die Korrespondenz zwischen Albrecht von Haller und Christoph Jakob Trew, 1733–1763. Schwabe, Basel 1999 (medizinische Dissertation, Universität Bern, 1995).
- mit Claudia Profos: Bibliographia Halleriana. Verzeichnis der Schriften von und über Albrecht von Haller. Schwabe, Basel 2004.
- mit Urs Boschung und Wolfgang Proß: Albrecht von Haller. Leben – Werk – Epoche. Wallstein, Göttingen 2008.
- mit André Holenstein und Martin Stuber: Scholars in action. The practice of knowledge and the figure of the savant in the 18th century. Brill, Leiden 2013.
- mit Eberhard Wolff und Ralph Alexander Schmid: Schnitte, Knoten und Netze. 100 Jahre Schweizerische Gesellschaft für Chirurgie. Chronos, Zürich 2013, ISBN 978-3-0340-1167-9. Vgl. hierzu Christoph Weißer: Rezension in: Medizinhistorische Mitteilungen. Zeitschrift für Wissenschaftsgeschichte und Fachprosaforschung. Band 34, 2015 (2016), S. 313–316.
- mit Niklaus Ingold und Peter E. Ochsner: Maurice E. Müller und die Entwicklung künstlicher Hüftgelenke in der Schweiz. Zeitzeugenbefragungen zur Geschichte einer Medizintechnik. Bern Open Publishing, Bern 2023, DOI:10.36950/edv-mem-2023.